# Campionato italiano di pallamano maschile U21 2017-2018
Il Campionato italiano U21 2017-2018 è stato la decima edizione del campionato Under 21 di pallamano maschile.
Il Merano ha vinto per la prima volta nella sua storia il titolo in finale contro il Bologna United Handball.

## Fase finale

### Squadre partecipanti
| Squadra           | Città        |
| ----------------- | ------------ |
| Bologna United    | Bologna      |
| Cingoli           | Cingoli (MC) |
| Oderzo            | Oderzo (TV)  |
| Black Devils      | Merano (BZ)  |
| Noci              | Noci (BA)    |
| Romagna           | Imola (BO)   |
| Valentino Ferrara | Benevento    |

### Girone A

#### Risultati
| Squadra 1      | Squadra 2      | Risultato |
| -------------- | -------------- | --------- |
| Bologna United | Cingoli        |           |
| Bologna United | Cingoli        | 34 – 27   |
| Black Devils   | Noci           |           |
| Black Devils   | Noci           | 25 – 25   |
| Noci           | Bologna United |           |
| Noci           | Bologna United | 22 – 37   |
| Cingoli        | Black Devils   |           |
| Cingoli        | Black Devils   | 31 – 35   |
| Noci           | Cingoli        |           |
| Noci           | Cingoli        | 38 – 37   |
| Black Devils   | Bologna United |           |
| Black Devils   | Bologna United | 37 – 29   |

#### Classifica
|  | Pos. | Squadra        | Pt | G | V | N | S | GF  | GS  | D   | Note       |
|  | ---- | -------------- | -- | - | - | - | - | --- | --- | --- | ---------- |
|  | 1.   | Black Devils   | 5  | 3 | 2 | 1 | 0 | 97  | 85  | +12 | Semifinali |
|  | 2.   | Bologna United | 4  | 3 | 2 | 0 | 1 | 100 | 86  | +14 | Semifinali |
|  | 3.   | Noci           | 3  | 3 | 1 | 1 | 1 | 85  | 99  | -14 |            |
|  | 4.   | Cingoli        | 0  | 3 | 0 | 0 | 3 | 97  | 105 | -7  |            |

### Girone B

#### Risultati
| Squadra 1         | Squadra 2         | Risultato |
| ----------------- | ----------------- | --------- |
| Oderzo            | Valentino Ferrara |           |
| Oderzo            | Valentino Ferrara | 23 – 34   |
| Valentino Ferrara | Romagna           |           |
| Valentino Ferrara | Romagna           | 22 – 28   |
| Romagna           | Oderzo            |           |
| Romagna           | Oderzo            | 36 – 16   |

#### Classifica
|  | Pos. | Squadra           | Pt | G | V | N | S | GF | GS | D   | Note       |
|  | ---- | ----------------- | -- | - | - | - | - | -- | -- | --- | ---------- |
|  | 1.   | Romagna           | 4  | 2 | 2 | 0 | 0 | 64 | 38 | +26 | Semifinali |
|  | 2.   | Valentino Ferrara | 2  | 2 | 1 | 0 | 1 | 56 | 51 | +5  | Semifinali |
|  | 3.   | Oderzo            | 0  | 2 | 0 | 0 | 2 | 39 | 70 | -31 |            |

### Semifinali
| Squadra 1    | Squadra 2         | Risultato |
| ------------ | ----------------- | --------- |
| Black Devils | Valentino Ferrara |           |
| Black Devils | Valentino Ferrara | 33 - 25   |
| Romagna      | Bologna United    |           |
| Romagna      | Bologna United    | 21 – 25   |

### Finale 3º posto
| Squadra 1         | Squadra 2 | Risultato |
| ----------------- | --------- | --------- |
| Valentino Ferrara | Romagna   |           |
| Valentino Ferrara | Romagna   | 22 – 40   |

### Finale
| Squadra 1    | Squadra 2      | Risultato |
| ------------ | -------------- | --------- |
| Black Devils | Bologna United |           |
| Black Devils | Bologna United | 32 - 25   |